# Vuorijärvi (sjö, lat 62,20, long 24,30)
Vuorijärvi är en sjö i Finland. Den ligger i kommunen Mänttä-Filpula i landskapet Birkaland, i den södra delen av landet, 230 km norr om huvudstaden Helsingfors. Vuorijärvi ligger 133 meter över havet. I omgivningarna runt Vuorijärvi växer i huvudsak blandskog. Arean är 48,6 hektar och strandlinjen är 4,61 kilometer lång. Sjön  ingår i Kumo älvs huvudavrinningsområde. 